# 小池暢子
小池 暢子（こいけ　のぶこ、1937年-）は日本の銅版画家である。

## 来歴
1937年に高知市で生まれた。父は医師であった。1941年に士別市に引っ越した。上京して女子美術大学に進学し、一時期は安保闘争のデモ活動に参加していた。1961年に女子美術大学を卒業した。その後、壁画を作成する会社で働くようになり、1964年6月頃から東京オリンピックの準備として国立競技場の壁画制作作業の現場監督として働いた。1960年代頃までは油絵を描いており、油絵の個展も行っていた。
1972年、35歳の時に東京では制作に没頭できないと考え、渡仏してパリで活動するようになった。ローマなどにも滞在した。ヨーロッパ在住中は「アラプペ」と呼ばれる一版多色刷りの銅版画を多数制作した。1986年にパリより日本に帰国し、その後、士別市内にギャラリー「絵音（えね）の館」を開館した。この頃から3年に1回、日本版画協会の移動展を士別で開くようになった。
1980年代末に、士別の隣である剣淵町の商工会青年部に招かれ、講演を行った。この時に小池は講演で、「日本人はもっと文化や人間の心を大切にすべきだ。そうでないと、世界中から嫌われてしまう」というむねを強調した。これをきっかけに、小池や福武書店で小池の絵本を担当していた編集者の松居友の協力を受けて絵本に関連する原画展や講演会が開かれるようになり、1991年には旧町役場の庁舎を改装転用し剣淵町絵本の館の開館につながった。
2017年には、文化庁からの補助金を受けて実施した、芸術家を対象とするアーティスト・イン・レジデンスプロジェクトである「しべつアーティスト・イン・レジデンス」の実行委員長をつとめた。

## 評価
「丘の中腹にある家々、牧歌的な眺め、狭い通り」などを「空想的なパターン」で描くのが得意であると評されていた。また、個人的なヴィジョンを色彩豊かに描く作風が評価されていた。
ニューヨーク近代美術館、カリフォルニア州立図書館、士別市立博物館、国立国際美術館などに作品が収蔵されている。

## 著作
小池暢子絵・景山あき子文『いちばんはじめのクリスマス』福武書店、1986。